# FK Gjøvik Lyn
FK Gjøvik-Lyn ist ein norwegischer Fußballverein aus Gjøvik.
Der Verein wurde am 1. Februar 1902 als SK Thor Lyn gegründet und ist einer der ältesten Vereine Norwegens. Zuletzt spielte man 1963 in der 1. Liga. Derzeit spielt der Klub in der drittklassigen PostNord-Liga, Gruppe 2.

## Geschichte
Bereits ein Jahr nach der Gründung nannte sich der Verein SK Lyn. Zusammen mit Gjøvik Skiklubb, Gjøvik Tennisklubb und Gjøvik Turnforening wurde daraus der neue Name Fotballklubben Lyn. Im Jahre 1949 wurde der Name FK Gjøvik-Lyn (nicht zu verwechseln mit Lyn Oslo).
Der größte Erfolg war der Pokalsieg 1962 mit einem 2:0-Sieg über den SK Vard Haugesund. In den 1980er Jahren kam der sportliche Abstieg bis in die 5. Division. In der Saison 2014 spielt der Verein in der 2. Division (3. Klasse).

## Erfolge
- 1962 – Pokalsieger

## Europapokalbilanz
| Saison  | Wettbewerb                  | Runde    | Gegner        | Gesamt | Hin     | Rück    |
| ------- | --------------------------- | -------- | ------------- | ------ | ------- | ------- |
| 1963/64 | Europapokal der Pokalsieger | 1. Runde | APOEL Nikosia | 1:6    | 0:6 (A) | 1:0 (H) |

Gesamtbilanz: 2 Spiele, 1 Sieg, 1 Niederlage, 1:6 Tore (Tordifferenz −5)

## Namensänderungen
- 1902 – SK Thor Lyn
- 1903 – SK Lyn
- 1910 – FK Lyn
- 1949 – FK Gjøvik-Lyn
- 1993 – SK Gjøvik-Lyn
- 2008 – Gjøvik FF
- 2014 – FK Gjøvik-Lyn